# Colabata mendozata
Colabata mendozata är en fjärilsart som beskrevs av Paul Dognin 1923. Colabata mendozata ingår i släktet Colabata och familjen silkesspinnare. Inga underarter finns listade i Catalogue of Life.